# Bowette

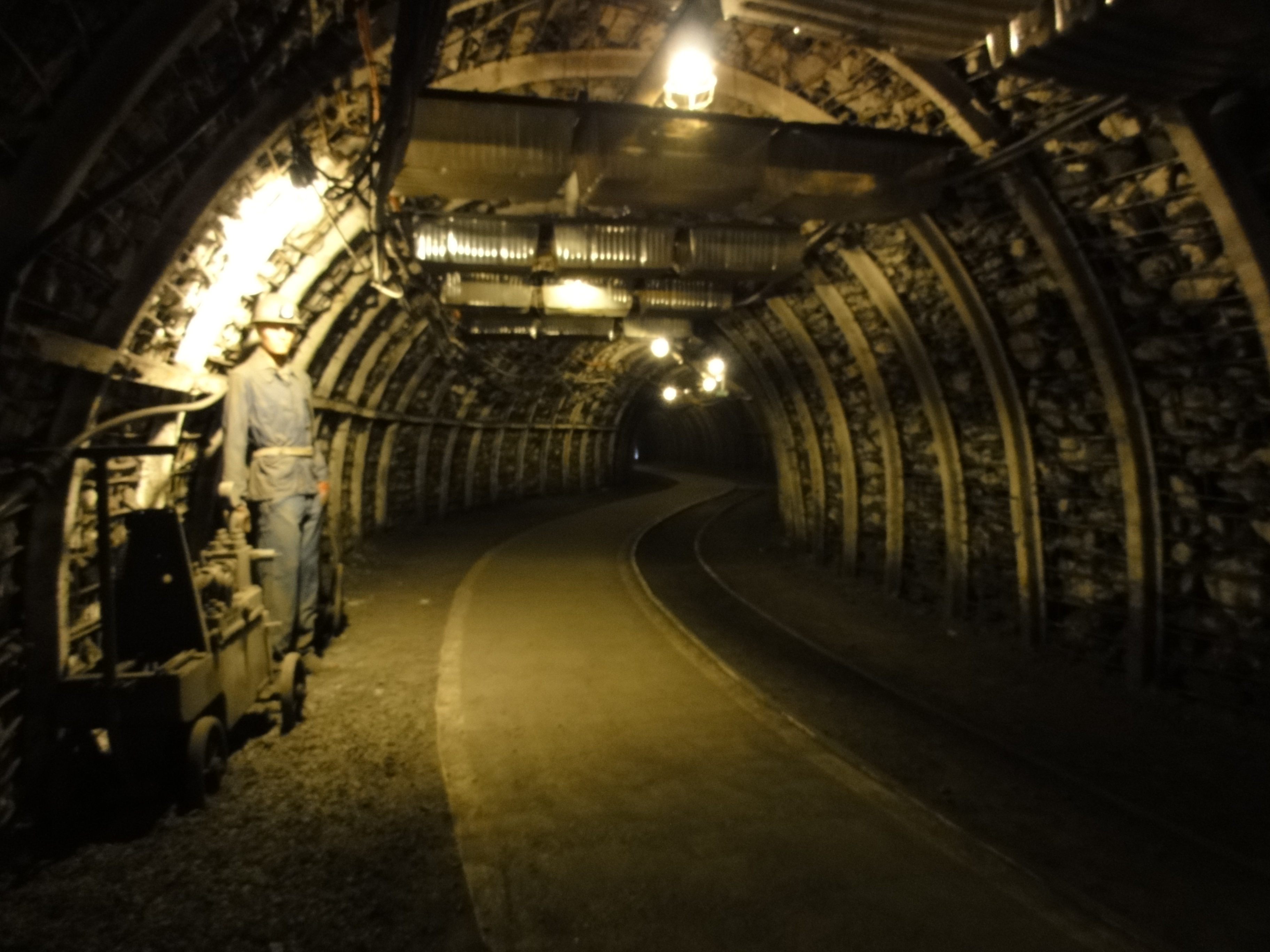
Une bowette reconstituée au Centre historique minier de Lewarde.

Une bowette (prononcer bovette) est une des galeries principales d'un charbonnage, qui part du puits vers la couche à exploiter. Ces galeries sont rectilignes et creusées avec une légère pente. Une fois la couche recoupée (rencontrée), la bowette prend deux directions, que l'on différencie par les points cardinaux vers où elle se dirige. Elles ne sont plus rectilignes, mais suivent la couche « à niveau constant ». Elle changent aussi d'appellation, elle deviennent des « voies » qui délimitent les chantiers d'abattage. La bowette est de section plus importante, puisqu'elle constitue l'une des artères principales de la mine. D'autres termes comme galerie, travers banc ou bouveau en sont des synonymes.

## Aérage
En ce qui concerne l'aérage la bowette la plus basse part du puits d'entrée d'air. Elle se divise généralement en deux voies basses (ou de pied). Inversement les voies supérieures (ou de tête) aboutissent  dans la bowette haute qui revient au puits de retour d'air. Les deux bowettes délimitent un étage d'exploitation. 